# Dendrobium trilobulatum
Dendrobium trilobulatum är en orkidéart som beskrevs av Paul J. Kores. Dendrobium trilobulatum ingår i släktet Dendrobium, och familjen orkidéer.
Artens utbredningsområde är Fiji. Inga underarter finns listade i Catalogue of Life.